# Cerodontha agraensis
Cerodontha agraensis este o specie de muște din genul Cerodontha, familia Agromyzidae, descrisă de Tandon în anul 1966. Conform Catalogue of Life specia Cerodontha agraensis nu are subspecii cunoscute.